# 21540 Itthipanyanan
A 21540 Itthipanyanan (ideiglenes jelöléssel 1998 QE11) a Naprendszer kisbolygóövében található aszteroida. A LINEAR projekt keretében fedezték fel 1998. augusztus 17-én.